# Петров Вал
Петров Вал (рос. Петров Вал) — місто у Камишинському районі Волгоградської області Російської Федерації. Адміністративний центр району.
Населення становить 12 528 осіб. Входить до складу муніципального утворення міське поселення Петров Вал.

## Історія
Населений пункт розташований у межах українського історичного та культурного регіону Жовтий Клин.
Місто засноване 1942 року.
Згідно із законом від 5 березня 2005 року № 1022-ОД органом місцевого самоврядування є міське поселення Петров Вал.

## Населення
| 1959    | 1970    | 1979    | 1989    | 1996    | 1998    | 2000    |
| ------- | ------- | ------- | ------- | ------- | ------- | ------- |
| 8705    | ↗12 051 | ↗13 122 | ↗13 752 | ↗14 900 | ↗15 100 | ↗15 300 |
| 2001    | 2002    | 2005    | 2006    | 2007    | 2008    | 2009    |
| ↘15 100 | ↘14 721 | ↘14 100 | ↘13 800 | ↘13 600 | ↘13 400 | ↘13 221 |
| 2010    | 2011    | 2012    | 2013    | 2014    | 2015    | 2016    |
| ↗13 239 | ↘13 200 | ↘13 094 | ↘12 844 | ↘12 661 | ↘12 518 | ↘12 371 |
| 2017    | 2018    | 2019    |         |         |         |         |
| ↘12 177 | ↗12 544 | ↘12 528 |         |         |         |         |